# (26455) Priyamshah
(26455) Priyamshah est un astéroïde de la ceinture principale d'astéroïdes.

## Description
(26455) Priyamshah est un astéroïde de la ceinture principale d'astéroïdes. Il fut découvert le 4 janvier 2000 à Socorro (Nouveau-Mexique) par le projet LINEAR. Il présente une orbite caractérisée par un demi-grand axe de 2,71 UA, une excentricité de 0,04 et une inclinaison de 3,7° par rapport à l'écliptique.

## Compléments